# Klosterberg
Klosterberg (hornolužickosrbsky Klóšterska hora či Pinč, česky Klášterní hora) je se svými 394 m n. m. nejvyšším vrchem středního povodí říčky Schwarzwasser (Čornica). Ač nevysoký vrch je v krajině – téměř rovinaté – signifikatním krajinným útvarem. Geomorfologicky náleží k Západolužické pahorkatině a vrchovině. Vrch leží v zemském okrese Budyšín mezi obcemi Demitz-Thumitz (Zemice-Tumice) a Schmölln-Putzkau (Smělna-Póskowy).
Klóšterská hora je jedním z důležitých vrcholů a krajinných prvků lužickosrbského osídlení a dějin Lužických Srbů.